# Ipiranga de Goiás
Ipiranga de Goiás is een gemeente in de Braziliaanse deelstaat Goiás. De gemeente telt 2.906 inwoners (schatting 2009).

## Aangrenzende gemeenten
De gemeente grenst aan Ceres, Itapaci, Nova Glória en Rubiataba.